# ジュゼッペ・ジビリスコ
ジュゼッペ・ジビリスコ（Giuseppe Gibilisco、1979年1月5日 - ）は、イタリアの陸上競技選手。2004年アテネオリンピックの銅メダリストである。シチリア島シラクサ出身。

## 経歴
ジビリスコは棒高跳の選手として、ジュニアの時代から活躍。初めての国際大会は、1998年の世界ジュニア陸上で、このときは5m20で3位という成績を残している。2年後にはシドニーオリンピックに出場。決勝進出を果たしたものの10位に終わる。また、2002年のヨーロッパ選手権でも10位に終わっている。
ジビリスコは、2003年に大きく飛躍した。前年までのベストは5m70であったが、8月にパリで行われた世界選手権では、5m90の自己ベスト、イタリア記録を跳び、南アフリカ共和国のオッケルト・ブリッツらをおさえ金メダルを獲得した。
さらに翌年の2004年のアテネオリンピックでは、5m85で、アメリカのティモシー・マック、トビー・スティーブンソンに次いで銅メダルを獲得。この種目でイタリア人として初めてオリンピックのメダリストとなった。
ジビリスコは、2007年に薬物違反があったとしてイタリア陸連から2年間の出場停止処分を受ける。ジビリスコは処分撤回を求めてスポーツ仲裁裁判所に提訴。2008年5月にジビリスコの訴えが受け入れられ、北京オリンピックへの出場がかなった。
北京オリンピックでは、決勝進出を果たしたものの、決勝では最初の高さ5m45を超えることができず、記録なしに終わった。

## 自己ベスト
- 棒高跳 - 5m90 (2003年)

## 主な実績
| 年   | 大会                               | 場所                       | 種目   | 結果   | 記録 |
| ---- | ---------------------------------- | -------------------------- | ------ | ------ | ---- |
| 1998 | 世界ジュニア陸上選手権             | アヌシー(フランス)         | 棒高跳 | 3位    | 5m20 |
| 2000 | オリンピック                       | シドニー(オーストラリア)   | 棒高跳 | 10位   | 5m50 |
| 2001 | 世界陸上選手権                     | エドモントン(カナダ)       | 棒高跳 | -（q） | NM   |
| 2002 | ヨーロッパ陸上選手権               | ミュンヘン(ドイツ)         | 棒高跳 | 10位   | 5m60 |
| 2003 | 世界室内陸上選手権                 | バーミンガム(イギリス)     | 棒高跳 | 8位    | 5m40 |
| 2003 | 世界陸上選手権                     | パリ(フランス)             | 棒高跳 | 1位    | 5m90 |
| 2004 | 世界室内陸上選手権                 | ブダペスト(ハンガリー)     | 棒高跳 | 6位    | 5m60 |
| 2004 | オリンピック                       | アテネ(ギリシャ)           | 棒高跳 | 3位    | 5m85 |
| 2005 | 世界陸上選手権                     | ヘルシンキ(フィンランド)   | 棒高跳 | 5位    | 5m50 |
| 2005 | IAAFワールドアスレチックファイナル | モンテカルロ(モナコ)       | 棒高跳 | 3位    | 5m60 |
| 2006 | ヨーロッパ陸上選手権               | イェーテボリ(スウェーデン) | 棒高跳 | 7位    | 5m50 |
| 2008 | オリンピック                       | 北京(中国)                 | 棒高跳 | -      | NM   |

- qは予選